# En sång för Martin
En sång för Martin è un film del 2001 diretto da Bille August.
Il soggetto è basato sul romanzo autobiografico del 1994 Boken om E della scrittrice svedese Ulla Isaksson.
Il film affronta il tema della malattia di Alzheimer e delle sue conseguenze sul rapporto tra due persone mature, interpretate dall'attore svedese Sven Wollter e da Viveka Seldahl, sua moglie nella vita reale e deceduta poco dopo che il film venne completato.

## Trama
Il compositore svedese Martin Fischer conosce la prima violinista Barbara durante le prove di un concerto. Sebbene entrambi siano sposati, i due cominciano a frequentarsi e si innamorano. Dopo aver divorziato dai rispettivi coniugi, Martin e Barbara si sposano ma al rientro dal viaggio di nozze in Marocco, Martin comincia ad accusare frequenti amnesie e gli viene diagnosticato la malattia di Alzheimer. Quando le sue condizioni iniziano a peggiorare Barbara si prende cura di lui ma l'amore tra i due viene messo a dura prova.

## Colonna sonora
La colonna sonora composta da Stefan Nilsson è stata pubblicata nel 2001 dalla Virgin Records.

### Tracce
1. Martin's Song - 2:32
2. Honeymoon - 1:59
3. Prologue (Symphony in G flat) - 3:32
4. Martin's Song (Piano version) - 3:23
5. Concert Piece in C Sharp Major - 2:08
6. The Violin - 0:45
7. Barbara - 2:51

## Distribuzione
Dopo l'anteprima del 29 gennaio 2001 al Festival internazionale del cinema di Göteborg, il film è stato distribuito nelle sale svedesi a partire dal 16 marzo e in quelle danesi dalla settimana successiva. Tra il 2001 e il 2003 è stato proiettato in altri festival cinematografici:
- 7 luglio 2001 - Festival internazionale del cinema di Karlovy Vary, Repubblica Ceca
- 10 settembre 2001 - Toronto International Film Festival, Canada
- 2001 - Telluride Film Festival, USA
- gennaio-febbraio 2002 - Miami International Film Festival, USA
- febbraio-marzo 2002 - Santa Barbara International Film Festival, USA
- maggio-giugno 2002 - Festróia Film Festival, Portogallo
- 6 giugno 2002 - Atlanta Film Festival, USA
- 21 marzo 2003 - Vilnius Film Festival, Lituania

### Date di uscita
- Svezia (En sång för Martin) - 16 marzo 2001
- Danimarca (En sang for Martin) - 23 marzo 2001
- Finlandia (Laulu Martinille) - 6 aprile 2001
- USA (A Song for Martin) - 28 giugno 2002
- Islanda (A Song for Martin) - 18 dicembre 2002

## Accoglienza

### Incassi
Il film ha incassato 387.466 dollari in Danimarca e 27.983 dollari negli Stati Uniti.

### Critica
Il sito Metacritic assegna al film un punteggio di 72 su 100 basato su 15 recensioni, mentre il sito Rotten Tomatoes riporta l'85% di recensioni professionali con un giudizio positivo, con un voto medio di 7,3 su 10.
Desson Thomson del Washington Post ha scritto che Bille August «ha diretto questa storia fino alla sua commovente conclusione fermamente senza sentimentalismo», mentre sulla rivista Variety il critico Gunnar Rehlin ha definito il film «una "composizione da camera" su due persone che si incontrano tardi nella vita, e di un amore che non è quello che dura per sempre», giudicandolo il miglior lavoro di August degli ultimi anni, «destinato ad un pubblico maturo in cerca di intrattenimento intelligente e stimolante».
Sulla stessa linea Michael Dequina del sito Film Threat, secondo il quale «August crea così saldamente i personaggi di Martin e Barbara e il loro rapporto, che quando la malattia fa il suo ingresso il film non diventa improvvisamente incentrato su di essa, l'obiettivo continua chiaramente ad essere il suo effetto sulle persone».
Critiche meno positive sono state espresse da Ted Shen del Chicago Reader («solo la regia sicura di August e le eccellenti interpretazioni tengono il film sopra il livello da tv movie tipo "La malattia della settimana"»), e da Owen Gleiberman che su Entertainment Weekly scrive che il film «a causa della sua sincerità, diventa clinico e ripetitivo, anche se la sua visione spietata della fragilità dell'identità può far venire i brividi».
Stephen Holden sul New York Times ha sottolineato che il film ha una serie di "vuoti evidenti": «Lo sconvolgimento causato da Martin e Barbara nelle rispettive famiglie è appena accennato... Il signor Wollter e la signora Seldhal offrono prove notevoli e convincenti, ma non raggiungono i più profondi recessi dei personaggi per portare alla luce la tremante essenza della passione, del dolore e della paura».

## Riconoscimenti
- 2001 - Festival internazionale del cinema di Karlovy Vary
  - Miglior attore protagonista a Sven Wollter
  - Miglior attrice protagonista a Viveka Seldahl
  - Nomination Globo di Cristallo per il miglior film
- 2001 - Telluride Film Festival
  - Nomination Miglior film
- 2002 - Premio Bodil
  - Nomination Miglior film danese
  - Nomination Miglior attore protagonista a Sven Wollter
  - Nomination Miglior attrice protagonista a Viveka Seldahl
- 2002 - Festróia Film Festival
  - Delfino d'argento per il miglior attore a Sven Wollter
  - Nomination Delfino d'oro per il miglior film
- 2002 - Guldbagge Award
  - Guldbagge per il miglior attore protagonista a Sven Wollter
  - Guldbagge per la miglior attrice protagonista a Viveka Seldahl
  - Nomination Miglior film a Lars Kolvig e Michael Obel
  - Nomination Miglior regia a Bille August
  - Nomination Miglior sceneggiatura a Bille August
  - Nomination Miglior fotografia a Jörgen Persson
- 2002 - Miami International Film Festival
  - Nomination Grand Jury Prize per il miglior film
- 2002 - Santa Barbara International Film Festival
  - Premio speciale della giuria alla miglior attrice in un film internazionale a Viveka Seldahl